# Əzim Əzimzadə
Əzim Əzimzadə (Azim Azimzade; Novxanı, 1880. május 7. – Baku, 1943. június 15.) azerbajdzsáni művész és karikatúrista. 1927-ben Azerbajdzsán Népi Művésze kitüntető címmel jutalmazták.

## Élete

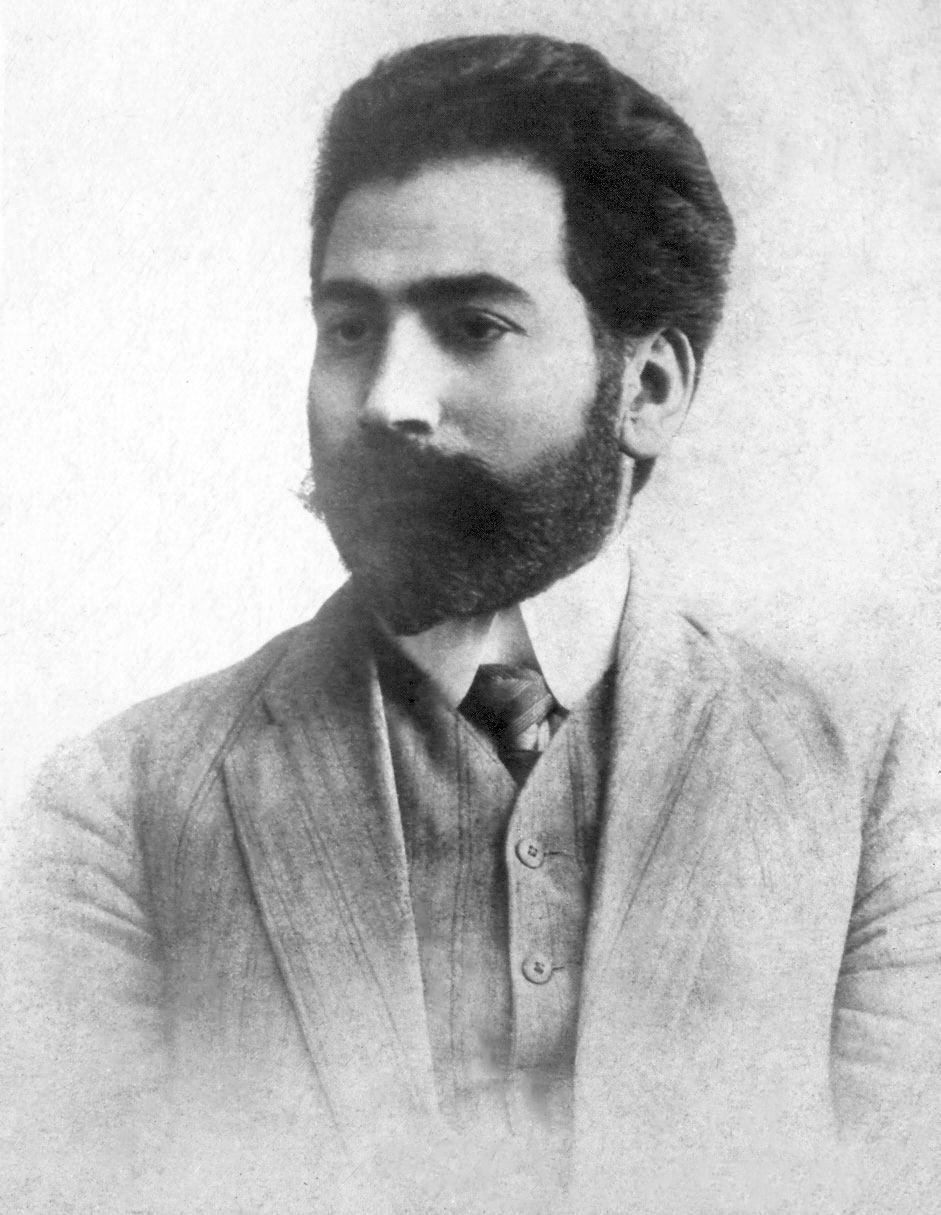
A fiatal művész

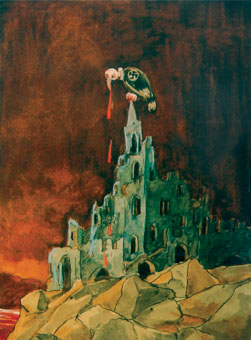
A Reichstag romjain (1942)

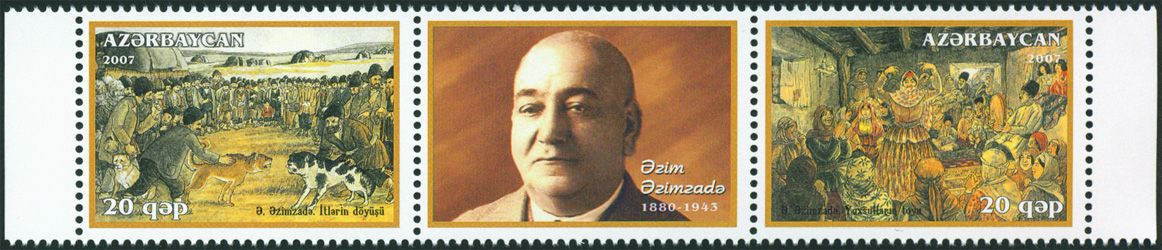
Azeri postabélyegen (2007)

1880. május 7-én született az Orosz Birodalom Bakui kormányzóságában, a mai Azerbajdzsán területén fekvő Novxanı faluban. Egy olajipari munkás fiaként négy testvére volt, akik mindegyike 10 éves kora előtt meghalt. Nem részesült művészeti oktatásban, autodidakta módon képezte magát. 1906-ban kezdett társadalmi és politikai témájú festményeket publikálni folyóiratokban, amelyek az azerbajdzsáni szatirikus grafika kezdetét jelentették. Aktívan részt vett az 1905-ös orosz forradalomban is, és az azerbajdzsáni népbiztosság kulturális felvilágosító osztályának vezetője volt.
A forradalom után Əzimzadə számos művét megjelentette, többek között festményeket, könyvillusztrációkat, szatirikus magazinok és újságok számára készült festményeket, jelmeztervezeteket, dekorációkat, politikai karikatúrákat és plakátokat. Az általa készített plakátok közel fele vallásellenes témákat tartalmazott, azonban rajzolt politikai témájú plakátokat is, mint például az 1925-ben megjelentet, ami egy parasztot ábrázol, aki villával a kezében egy faluból kidobja a nemzet vagyonának fosztogatóját.
Karikatúráinak fejlődése szorosan kapcsolódik a Molla Naszraddin szatirikus folyóirathoz, amelyet az első orosz forradalom eszméi alapján alapítottak 1905-ben, majd az 1917-es oroszországi forradalmak után újjáélesztettek. Szorosan együttműködött Jalil Mammadguluzadehvel, szerkesztővel és számos illusztrációt publikált, majd a Molla Nasraddin főmunkatársa lett. 1923-ban belépett a Szovjetunió Kommunista Pártjába.
1927-ben megkapta az Azerbajdzsáni SZSZK Népi Művésze kitüntető címet. Az a vélemény alakult ki róla, hogy a politikai elnyomást Mir Cəfər Bağırovval való ismeretségének köszönhetően kerülte el, aki az Azerbajdzsáni Kommunista Párt első titkára volt, és elismerte a művész munkásságát.
Əzimzadə 56 színes litográfiát készített Mirzə Ələkbər Sabir költő összegyűjtött műveihez, valamint több híres azeri művész műveihez készített képeket.
Az 1930-as években elkészítette a társadalmi egyenlőtlenségeket vizsgáló tematikus akvarellsorozatát, mint például a Gazdagok esküvője és a Szegények esküvője. 1933-ban először állított ki plakátokat Moszkvában, az azerbajdzsáni művészek kiállításán, amelyeket a központi sajtó nagyra értékelt. 1937-ben A múlt árnyai címmel 26 festményből álló gyűjteményt adott ki.
A második világháború elején aktívan részt vett az azerbajdzsáni és orosz nyelven írt agitációs plakátok elkészítésében más szovjet művészekkel együtt. Jelentősen hozzájárult a szovjet antifasiszta karikatúrákhoz, és a háború első két évében több mint 50-et rajzolt. Az egyik Az oroszlán és a macska (1941) volt, amelyben Adolf Hitlert gúnyolta ki, és Napóleonhoz hasonlította, utalva az 1812-es borogyinói csata végkimenetéle.
Əzimzadə 1943-ban, 63 éves korában halt meg.

## Képgaléria

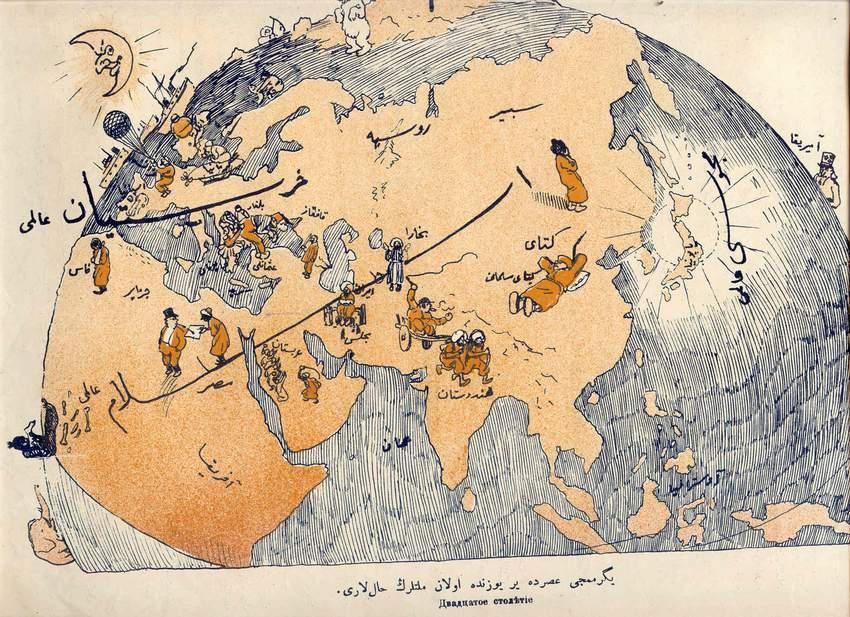
A huszadik század
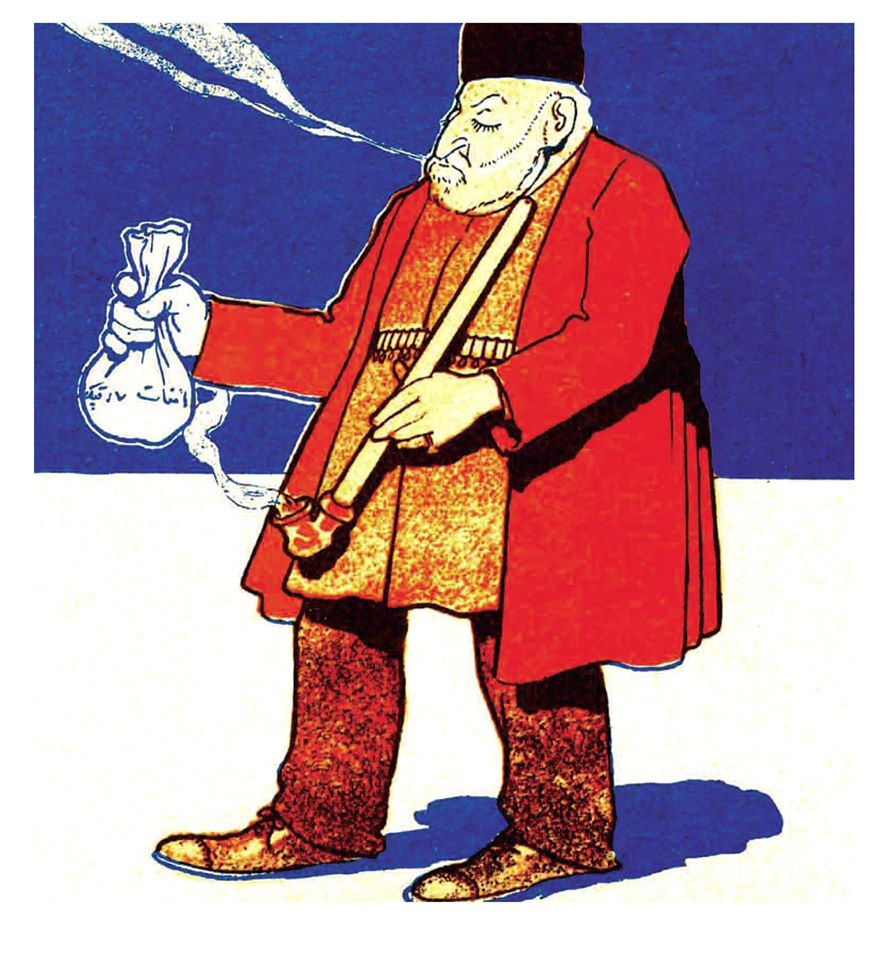
Karikatúra a Molla Nasraddin szatirikus magazinban (1906)
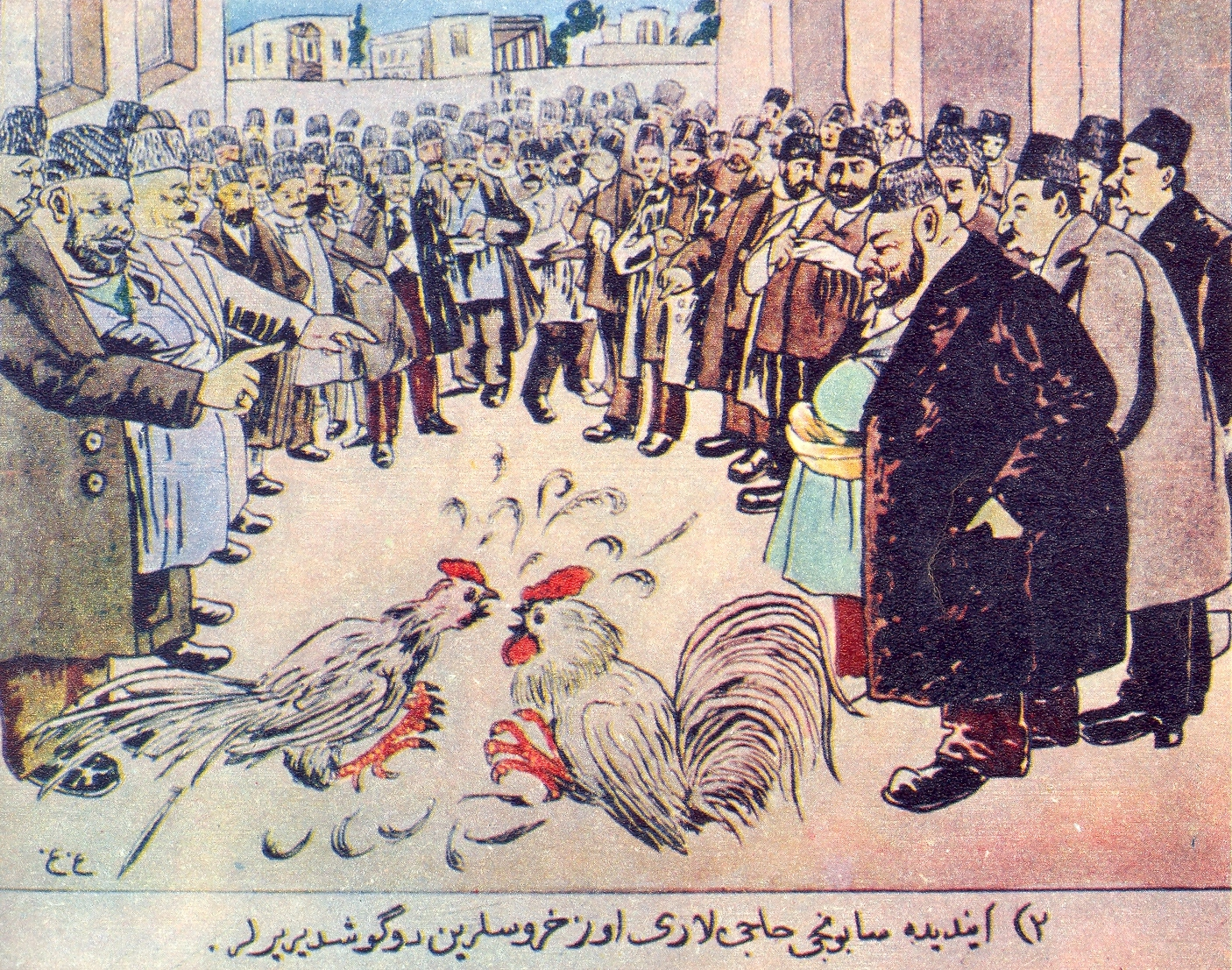
Kakasviadal (1915)
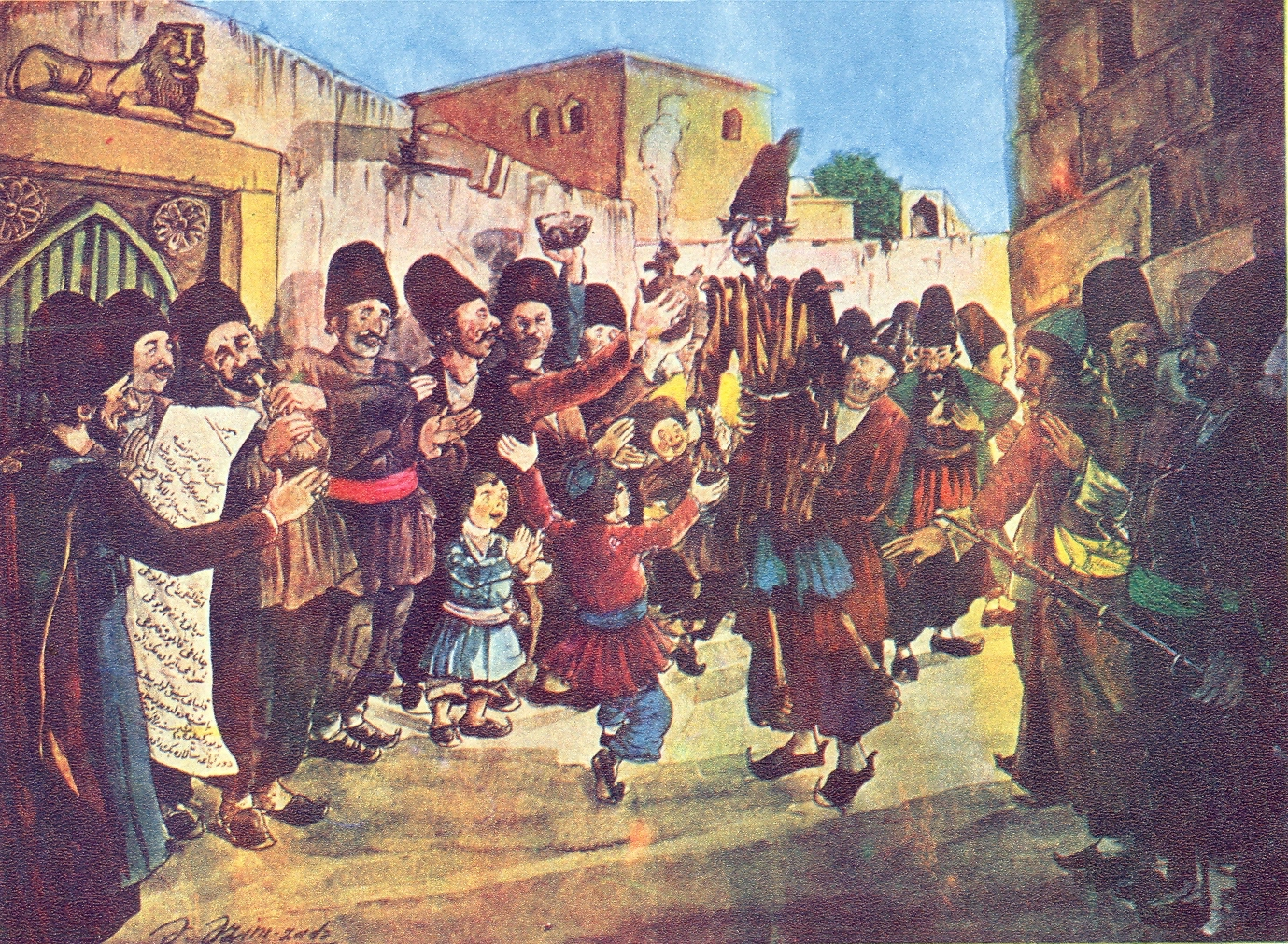
„Kos-kos” népi előadás (1930)
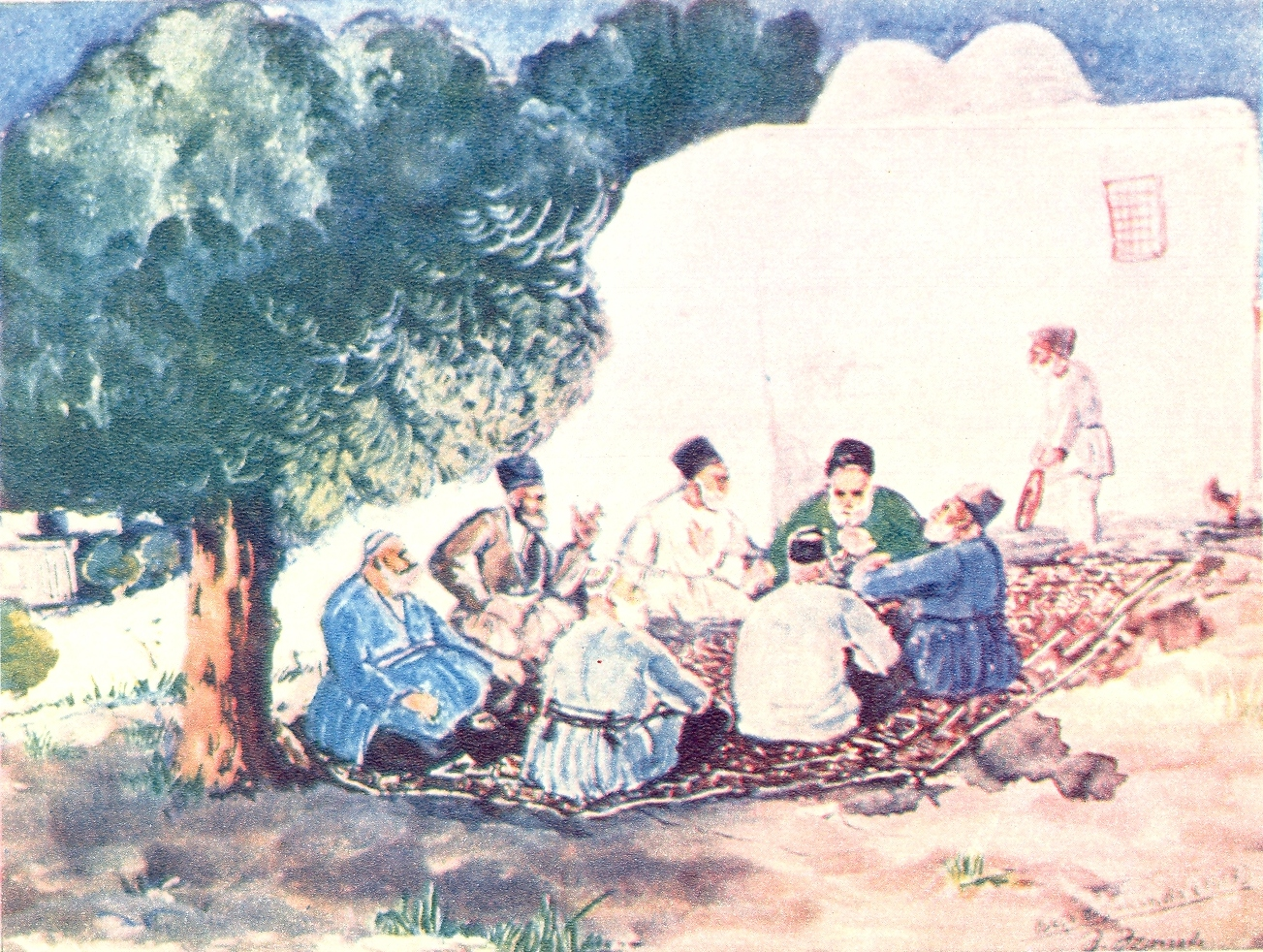
A bakui nyaralókban (1931)
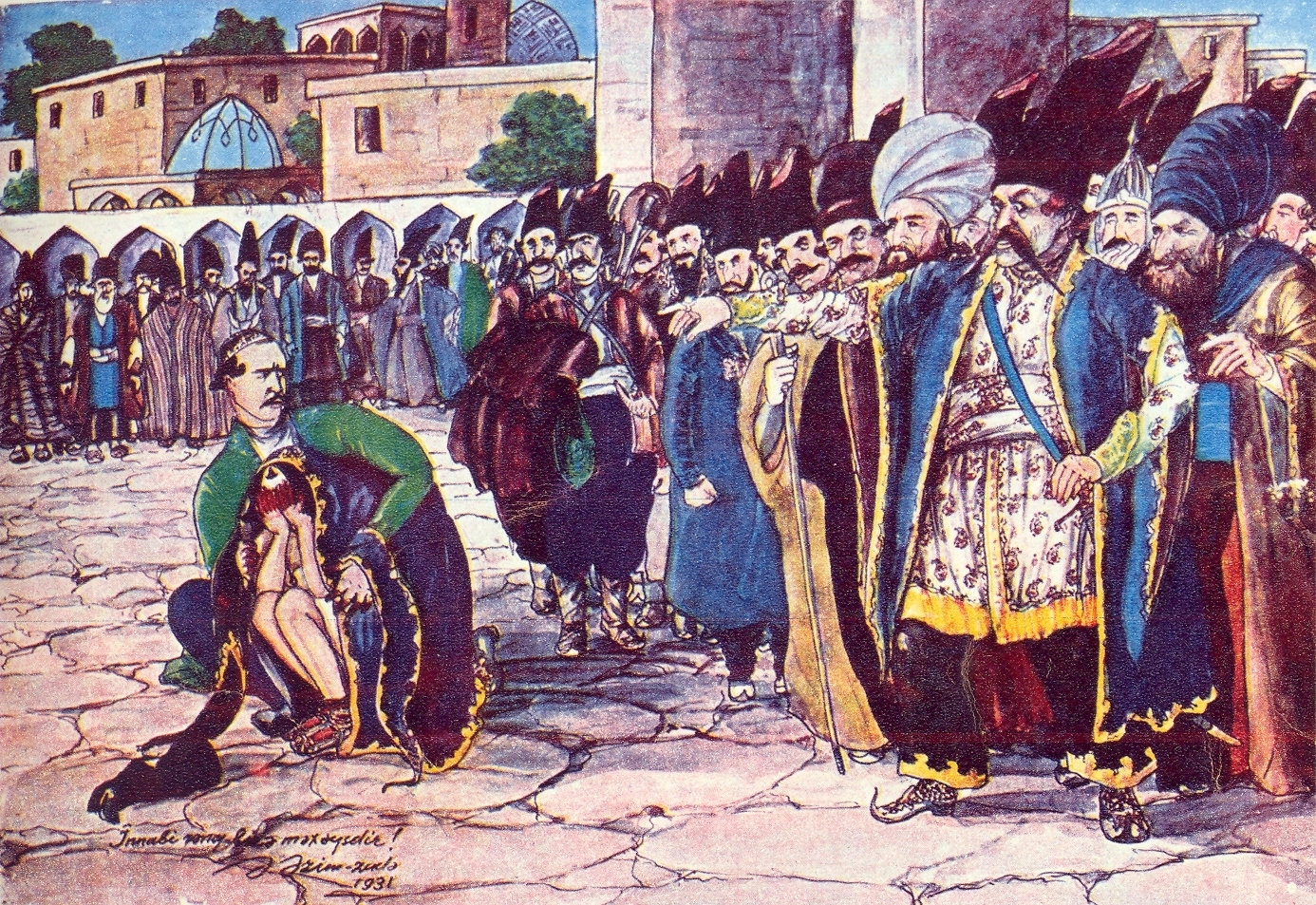
Hozzánk tartozik (1931)
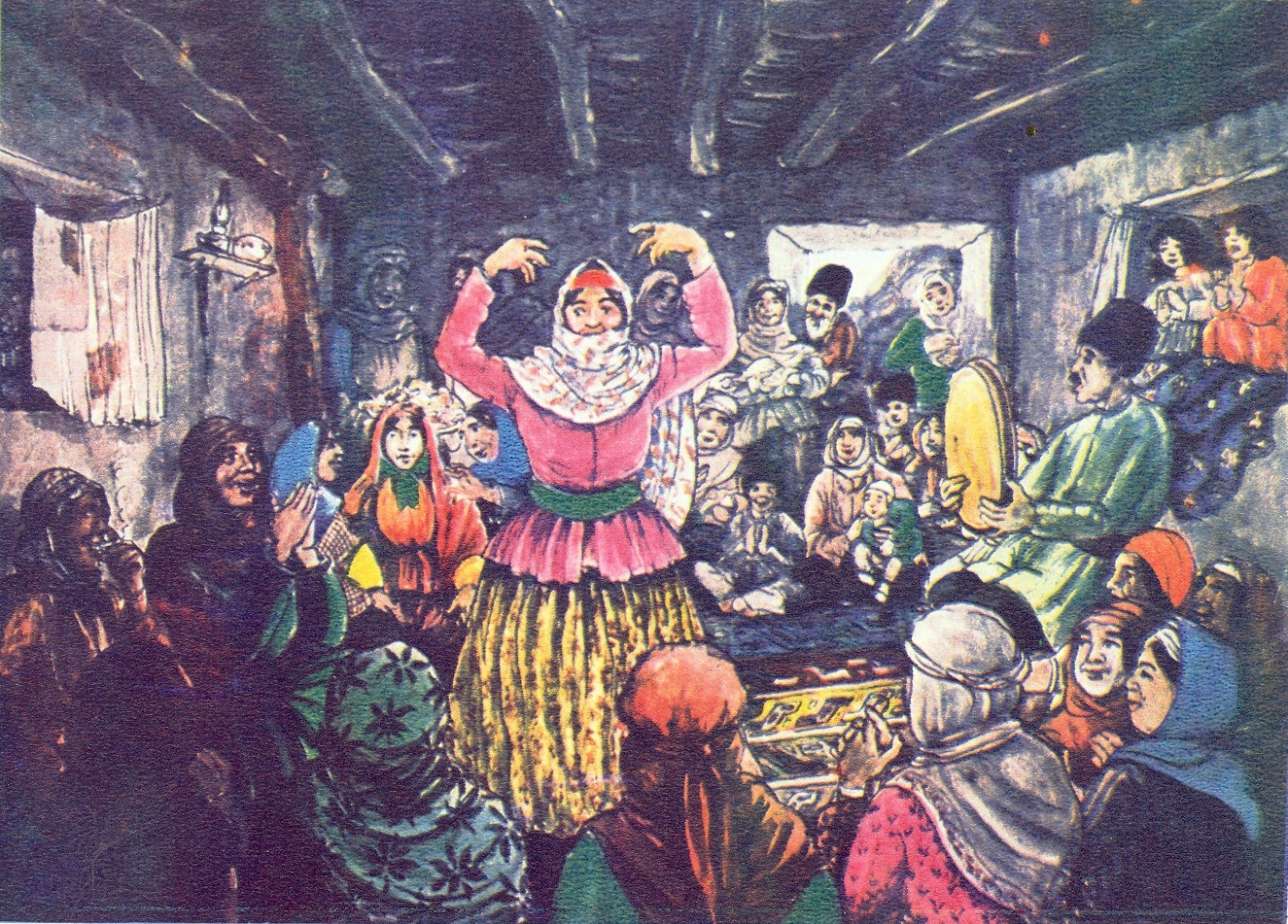
A szegények esküvőjén (1931)
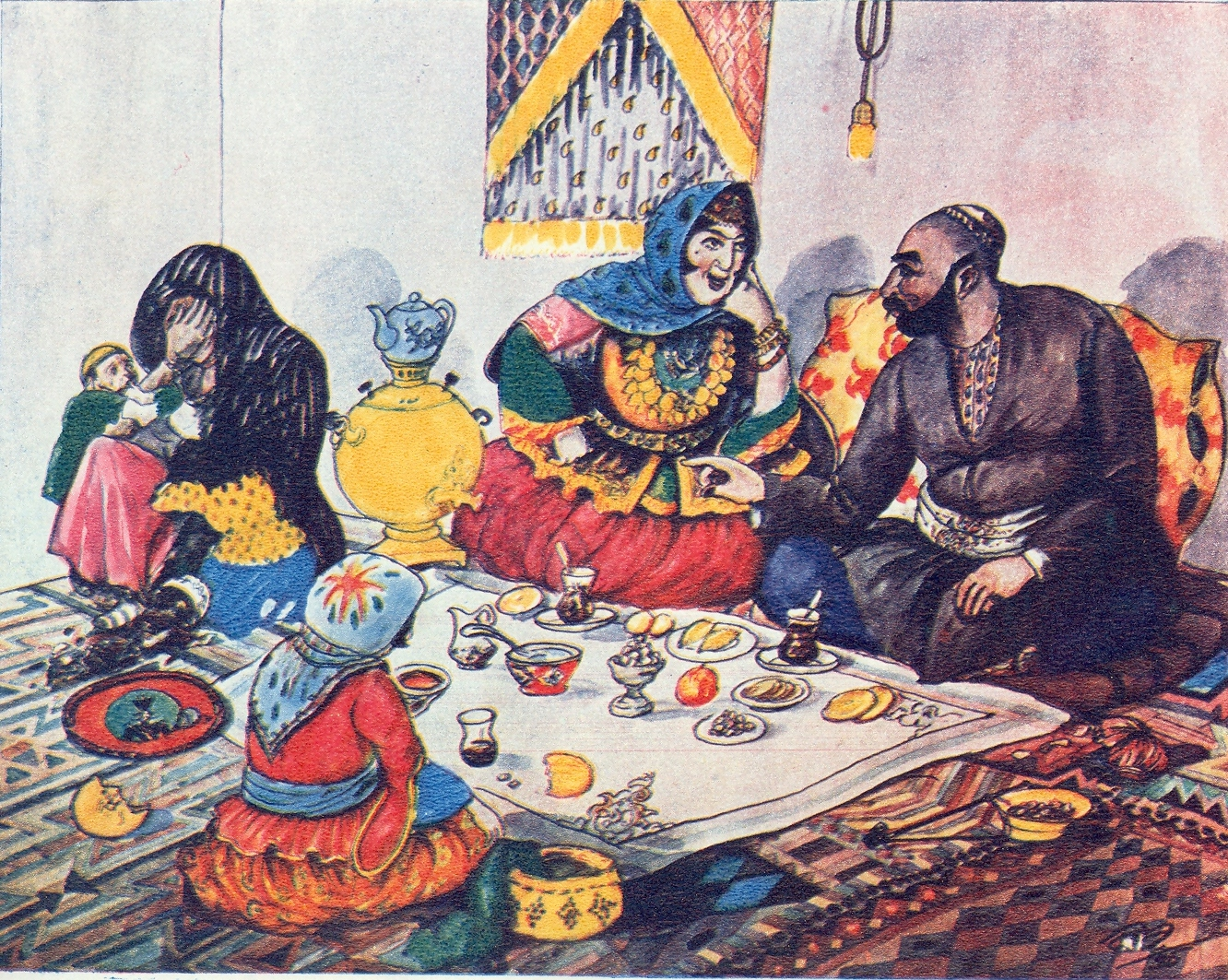
Régi és új feleségek (1935)
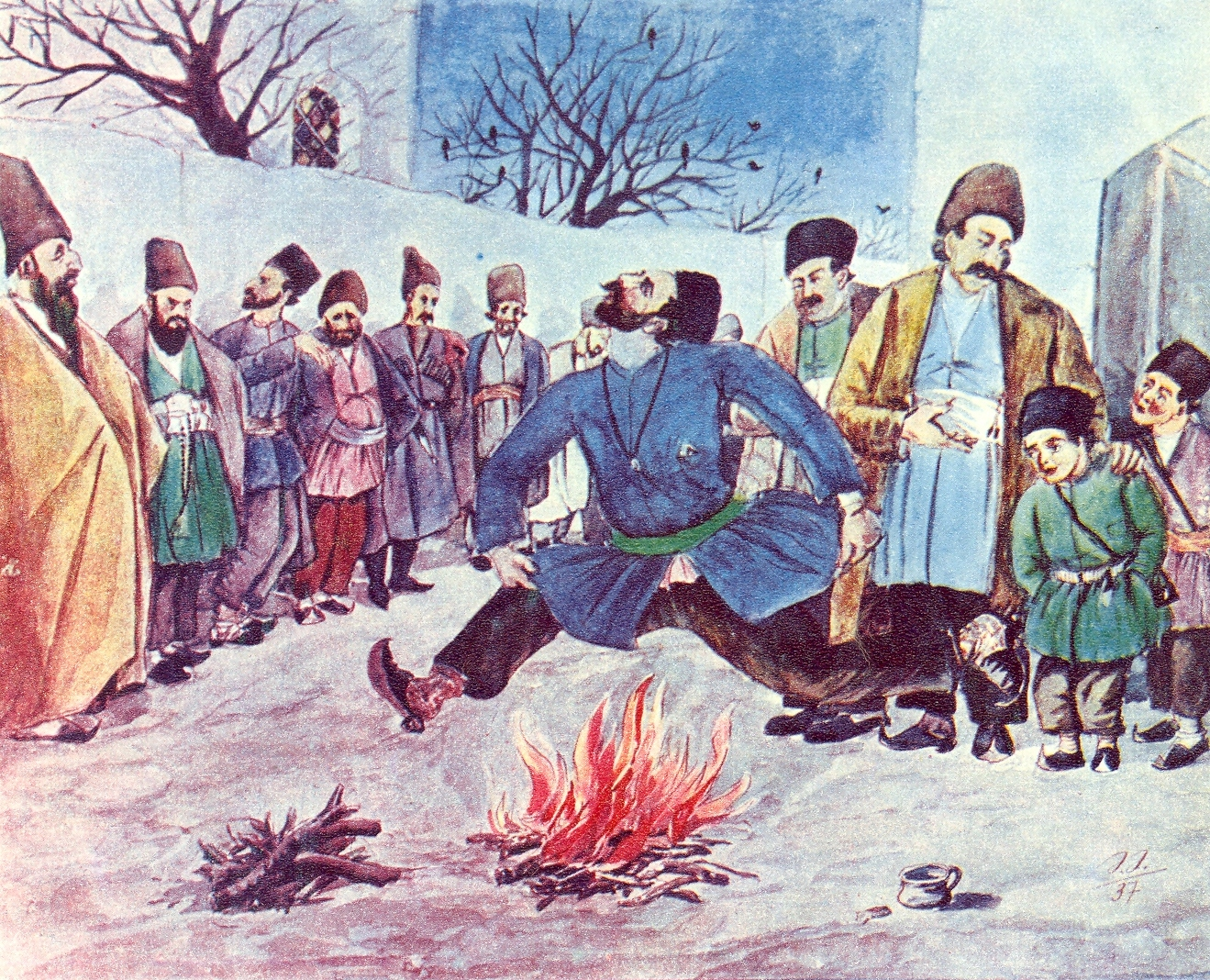
Átugrás a tűz fölött (1937)
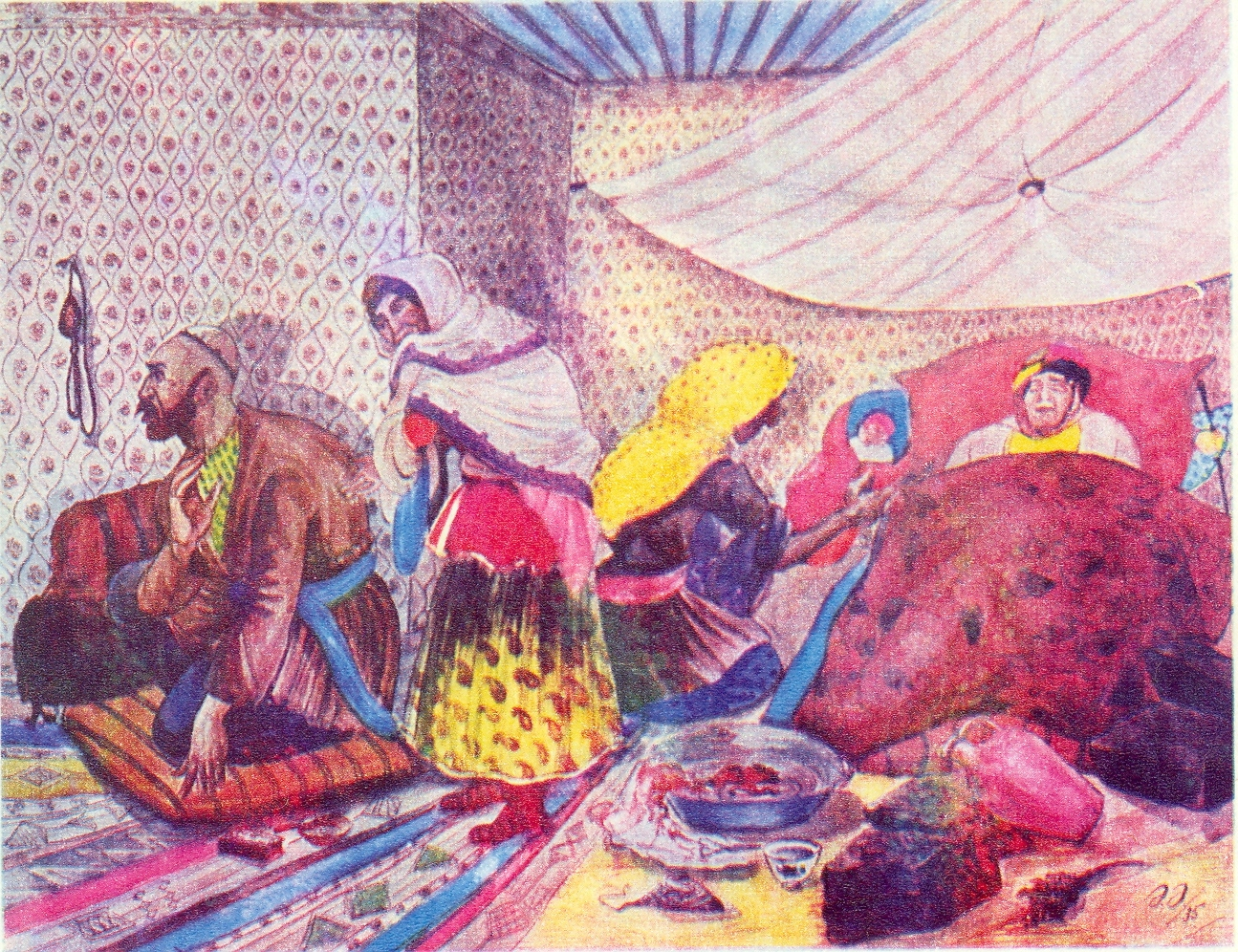
Egy lány megszületett (1937)
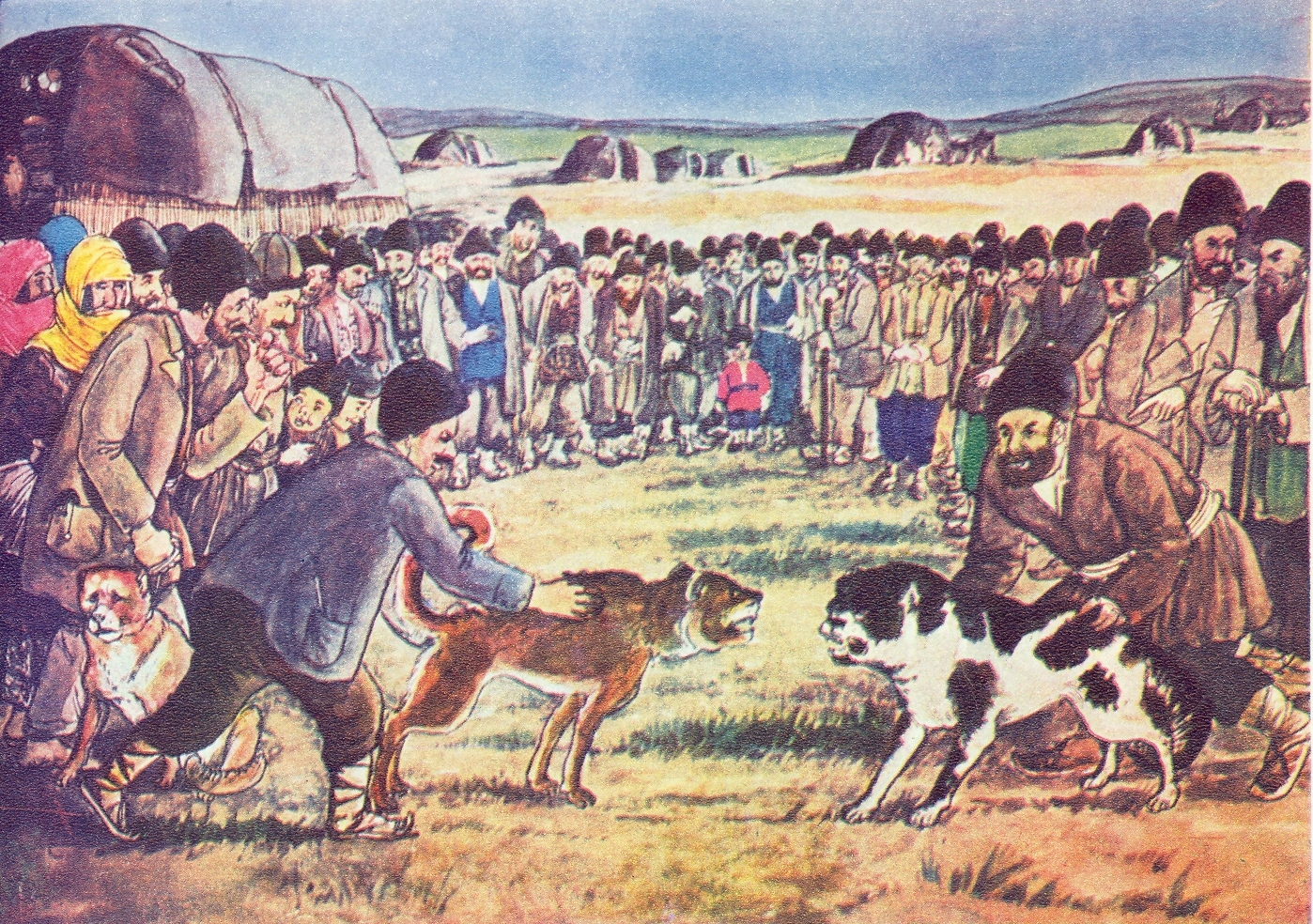
Kutyák összecsapása (1938)
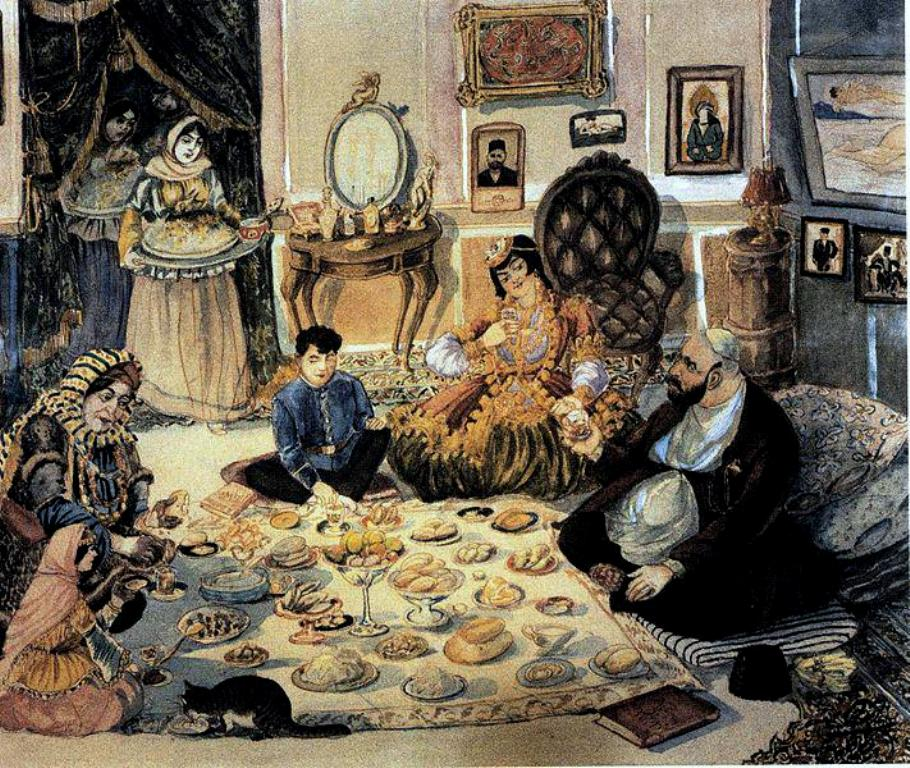
Ramadán a gazdagoknál (1932)
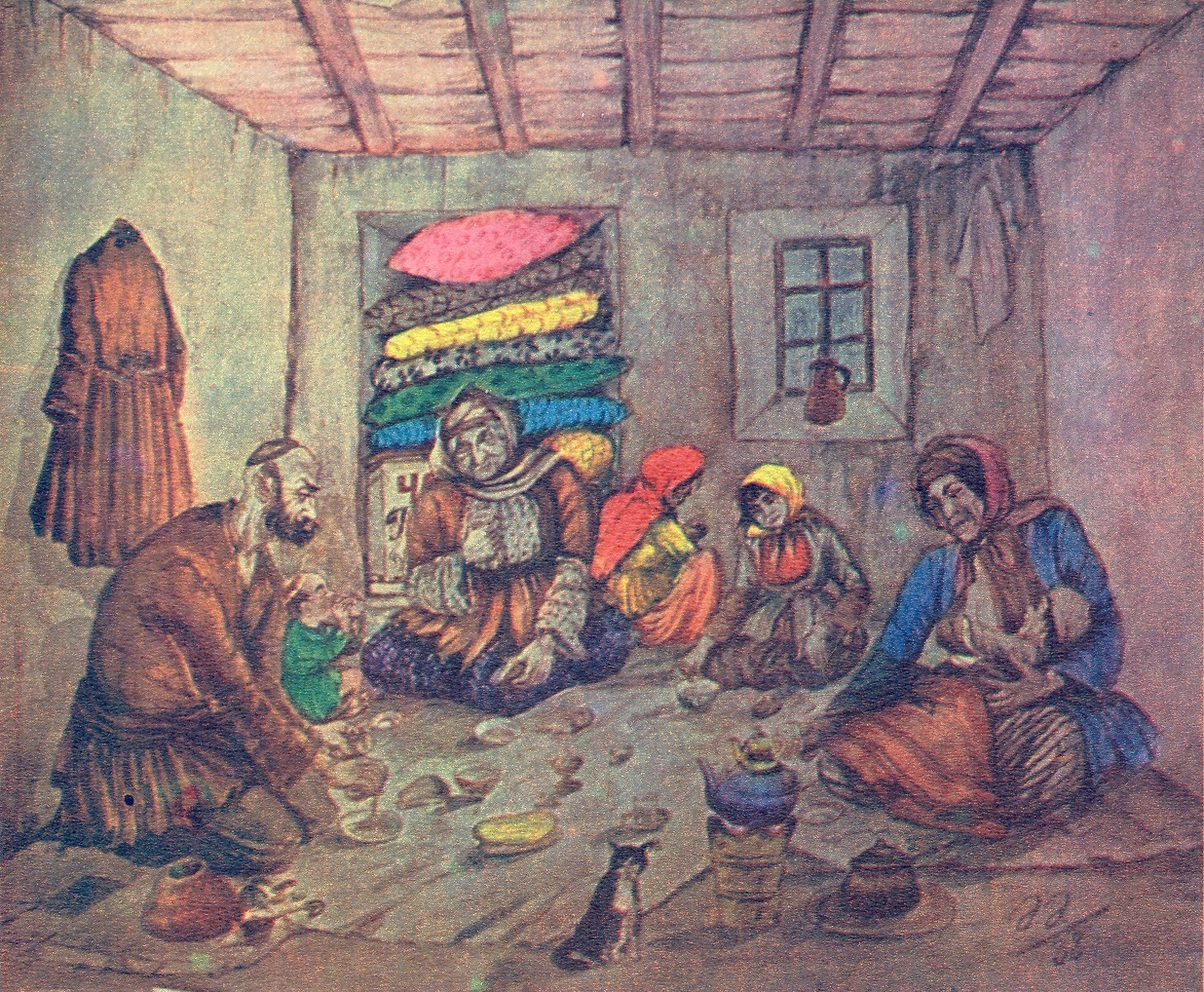
Ramadán a szegényeknél (1938)
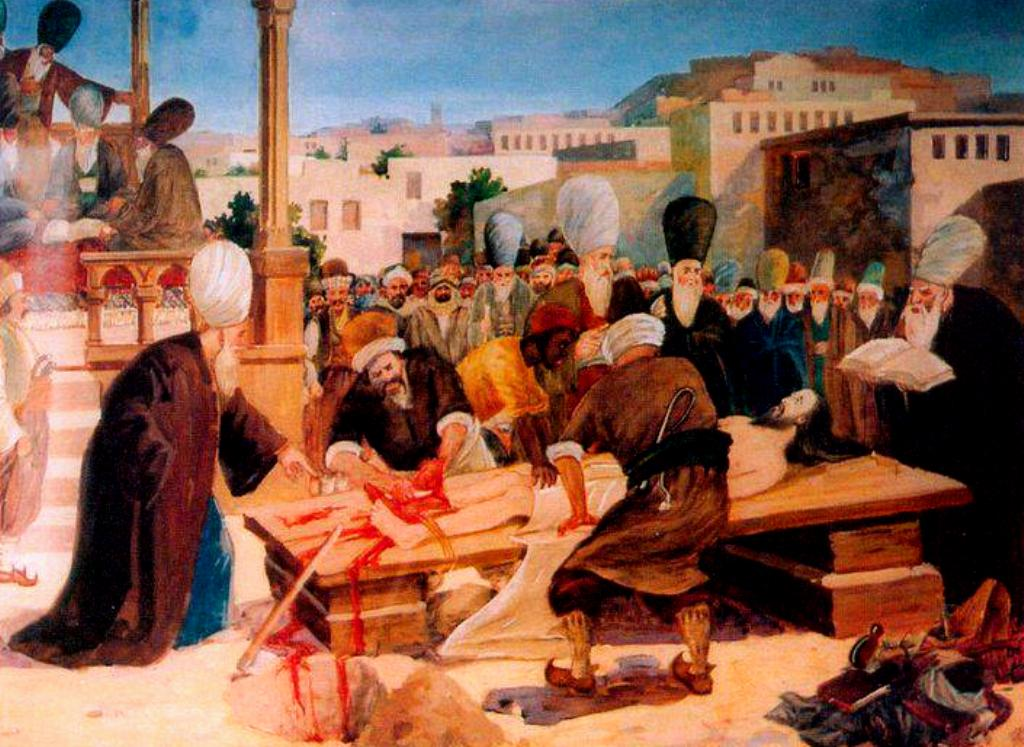
A költő Nəsimi kivégzése

## Emlékezete
- Bakuban található az emlékmúzeuma: Əzim Əzimzadənin ev-muzeyi.[14][15]
- Bakuban utcát és az Azerbajdzsáni Művészeti Iskolát, ahol egykor tanított és 1932 és 1937 között igazgatója volt, az ő tiszteletére nevezték el.[16][17][18]
- 2002-ben emlékművet állítottak a bakui Heydər Əliyev Adına Saray (palota) közelében.

## Fordítás
- Ez a szócikk részben vagy egészben  az   Azim Azimzade című angol Wikipédia-szócikk ezen változatának fordításán alapul.  Az eredeti cikk szerkesztőit annak laptörténete sorolja fel. Ez a jelzés csupán a megfogalmazás eredetét és a szerzői jogokat jelzi, nem szolgál a cikkben szereplő információk forrásmegjelöléseként.